# Ängesbyn
Ängesbyn – miejscowość (tätort) w Szwecji, w regionie administracyjnym (län) Norrbotten, w gminie Luleå.
Według danych Szwedzkiego Urzędu Statystycznego liczba ludności wyniosła: 209 (31 grudnia 2015), 212 (31 grudnia 2018) i 205 (31 grudnia 2019).